# Port de Rio de Janeiro
Le port de Rio de Janeiro est un port maritime brésilien, situé dans une anse de la baie de Guanabara, sur le territoire de la ville de Rio de Janeiro, capitale de l'État de Rio de Janeiro.
L'exportation du minerai de fer se fait par le port de Sepetiba à Itaguaí (à 65 km à l'ouest de Rio).
La zone portuaire fait l'objet d'un plan de rénovation urbaine appelé Porto Maravilha et lancé en 2009.

## Histoire

### Port négrier colonial
Étant donné que la traite négrière portugaise se faisait majoritairement en droiture, Rio de Janeiro est le premier port négrier de la traite occidentale.
Rio de Janeiro est également le port de débarquement le plus important. Entre le XVIe siècle et la fin du XIXe, 40% des plus de 10 millions d’esclaves importés aux Amériques débarquèrent de force au Brésil, et 60% d’entre eux à Rio de Janeiro. En 1849, la population de Rio comptait 260 000 habitants dont 110 000 esclaves.

### Modernisation à la fin duXIXesiècle
Dans les années 1870, avec la construction de la Doca da Alfândega, les premiers projets de développement du port de Rio de Janeiro voient le jour. Des décrets de 1890 autorisaient les sociétés Industrial de Melhoramentos do Brasil et The Rio de Janeiro Harbour and Docks à construire un ensemble de couchettes, entrepôts et porches. Les tronçons ont été choisis entre Ilha das Cobras et Arsenal de Marinha, et d'Arsenal de Marinha à Ponta do Caju. En 1903, le gouvernement fédéral engage la firme C.H. Walker & Co. Ltda., Pour effectuer des travaux de construction et des améliorations dans les zones de quai. Par la suite, le quai de Gamboa et sept entrepôts ont été mis en place. L'ouverture officielle du port a eu lieu le 20 juillet 1910.

## Actualité
Le port fonctionne avec des charges telles que: fret conteneurisé général, électronique, caoutchouc, produits pétrochimiques, pièces et pièces de véhicules, café, produits sidérurgiques, rouleaux de papier pressé et vrac solide, comme le blé et la fonte brute.

## Accès
Le port a un accès routier via BR-040, BR-101, BR-116, RJ-071 et RJ-083; accès ferroviaire via le terminal Arará, exploité par MRS Logística S / A, en grand gabarit (1,60 m), utilisable également en voie étroite (1,00 m), exploité par FCA - Ferrovia Centro Atlântica. Il relie le port à la région Centre-Sud de Rio de Janeiro (Vale do Paraíba) et de là aux états de São Paulo et Minas Gerais. Accès maritime par Baie de Guanabara.

## Données techniques
Le port a une jetée de 6,7 km de long avec 31 postes d'amarrage. Tirant d'eau entre 10 et 15 mètres. 15 patios ouverts et 18 entrepôts. En 2016, il a traité 6 102 907 T en fret et 299 833 EVP en conteneurs. Les principales exportations étaient la fonte brute, les produits sidérurgiques et les véhicules. Les principales importations étaient: le blé, les produits sidérurgiques et le concentré de zinc.

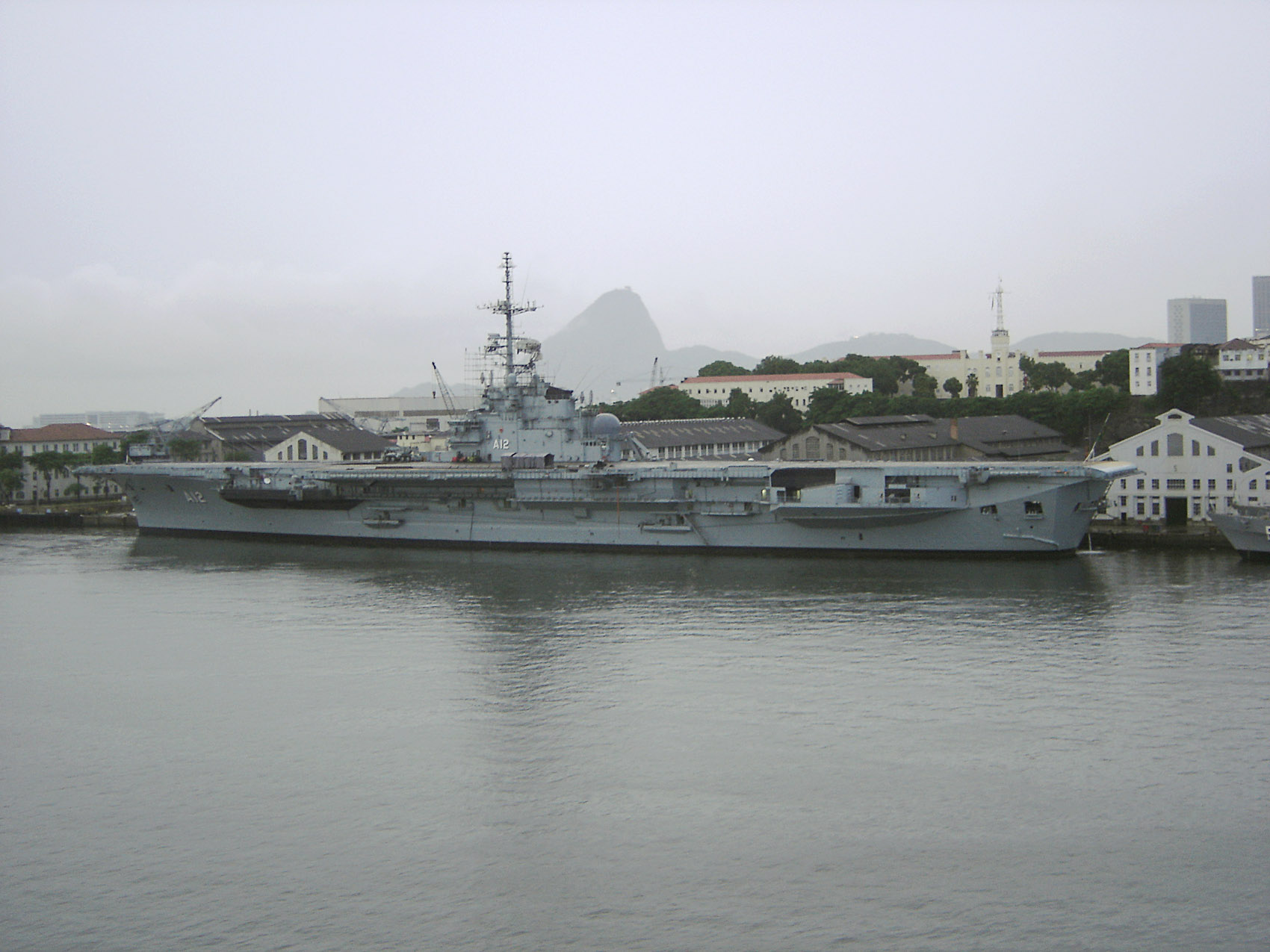
Le porte-avions brésilien NAe São Paulo (A-12) à quai